# Старовойтов, Андрей Васильевич
Андрей Васильевич Старовойтов (6 декабря 1915, Смоленск, Российская империя — 23 марта 1997, Москва, Россия) — советский хоккеист, защитник ЦДКА (1946—1951), трёхкратный чемпион СССР.
Судья всесоюзной категории (1952) и международной категории (1953, первый в СССР). Был ответственным секретарем Федерации хоккея СССР, являлся членом Совета ЛИХГ.

## Биография
Родился 6 декабря 1915 года в Смоленске.
С начала 1930-х годов играл в русский хоккей в Смоленске. Параллельно занимался конькобежным спортом. В середине 1936 году переехал в столицу, где стал студентом футбольно-хоккейного отделения Высшей школы тренеров. В русский хоккей играл в профсоюзной команде «Спартака».
В 1946 году начал играть в канадский хоккей в составе ЦДКА. В чемпионатах СССР провёл 50 матчей, забив 10 голов. Чемпион СССР 1948—1950, второй призёр чемпионата СССР 1947.
В 1951—1969 судил матчи высшей лиги чемпионата СССР, при этом 12 раз входил в десятку лучших судей. В 1954—1966 судил международные матчи, в том числе чемпионаты мира и Европы 1955—1958, 1961, 1963—1966.
В 1955—1960 гг. являлся председателем Президиума Всесоюзной коллегии судей по хоккею с шайбой.
В 1969—1986 гг. представлял СССР в Исполкоме ИИХФ. Являлся одним из организаторов Суперсерии СССР — Канада (1972).
Скончался 23 марта 1997 года в Москве. Похоронен на Головинском кладбище.

## Признание заслуг
- Мастер спорта СССР
- Судья международной категории
- Избран в Зал Славы отечественного хоккея (2004)
- Избран в Зал Славы ИИХФ (1997).
- Приз «Золотой свисток», вручаемый с 1997 года лучшему хоккейному судье России носит имя А. В. Старовойтова.
- Награждён медалью «За трудовое отличие» (1976).
- Серебряный Олимпийский орден (1986).
- Награждён орденом Почёта (1996).